# Артрок
Артрок (англ. art rock) — піджанр рок-музики, який зазвичай відображає складний або авангардний підхід до року, або використовує модерністські, експериментальні чи нетрадиційні елементи. Артрок прагне підняти рок від розваги до художнього висловлювання, обираючи більш експериментальний та концептуальний погляд на музику. Вплив почерпнутий з таких жанрів як експериментальна музика, авангардна музика, класична музика та джаз.
Цей стиль був створений з наміром слухати і споглядати, а не танцювати, і часто відрізняється використанням електронних ефектів і легких для прослуховування текстур, далеких від пропульсивних ритмів раннього року. Цей термін іноді може використовуватися як взаємозамінний з «прогресивним роком», хоча останній характеризується, зокрема, використанням класичної інструментальної техніки і симфонічних текстур.
Найбільшого рівня популярності жанр досяг на початку 1970-х років завдяки британським виконавцям. Музика, а також театральний характер перформансів, пов'язаних з жанром, змогли привабити художньо схильних підлітків та молодих людей, особливо завдяки своїй віртуозності та музичній/ліричній складності. Артрок найбільше асоціюється з певним періодом рок-музики, починаючи з 1966–67 років і закінчуючи появою панк-року в середині 1970-х. Згодом жанр увійшов до складу більш пізніх популярних музичних жанрів 1970–90-х років.

## Визначення

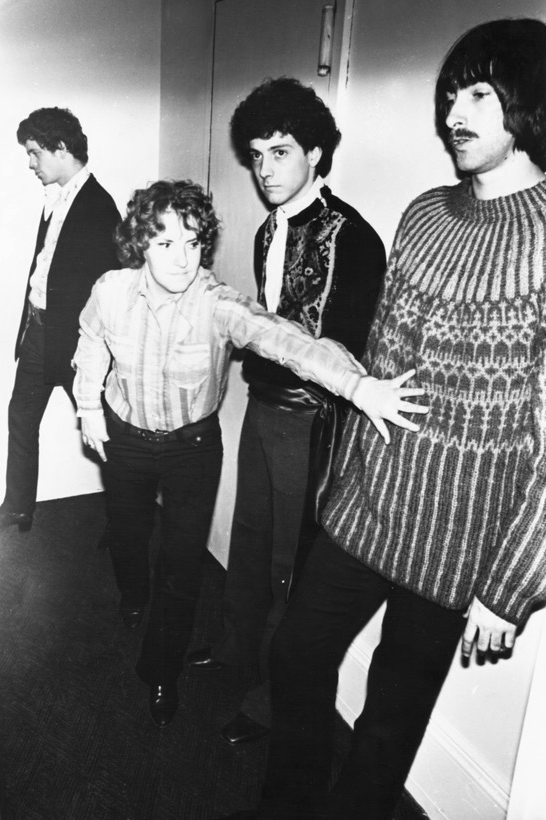
The Velvet Underground, 1968

Критик Джон Роквелл каже, що артрок є одним з найбільш широких і еклектичних жанрів року з його відкритим почуттям творчої відстороненості, претензіями на класичну музику та експериментальними, авангардними нахилами. У рок-музиці 1970-х років додаток «арт» зазвичай розумівся як «агресивно авангардний» або «претензійно прогресивний». «Артрок» часто використовується як синонім прогресивного року. Історично цей термін використовувався для опису щонайменше двох споріднених, але різних типів рок-музики. Перший — прогресивний рок, тоді як друге використання стосується груп, які відкинули психоделію та контркультуру хіпі на користь модерністського, авангардного підходу, визначеного гуртом The Velvet Underground. Есеїстка Еллен Вілліс порівняла ці два типи:
З початку шістдесятих... у рок-н-ролі існувала контртрадиція, яка мала набагато більше спільного з високим мистецтвом, зокрема авангардним, ніж розрекламований артрок-синтез [прогресивний рок]; вона передбачала більш-менш свідоме використання основних формальних канонів рок-н-ролу як матеріалу (подібно до того, як поп-артисти використовували масове мистецтво загалом) і вдосконалення, розробку, обігрування цього матеріалу для створення... рок-н-рол-мистецтва. У той час як артрок імпліцитно базувався на твердженні, що рок-н-рол був або може бути настільки ж гідним, як і більш усталені форми мистецтва, рок-н-рол-арт виник з нав'язливої прихильності до мови рок-н-ролу і настільки ж нав'язливого презирства до тих, хто відкидав цю мову або хотів її розмити, спростити ... нова хвиля успадкувала контртрадицію".

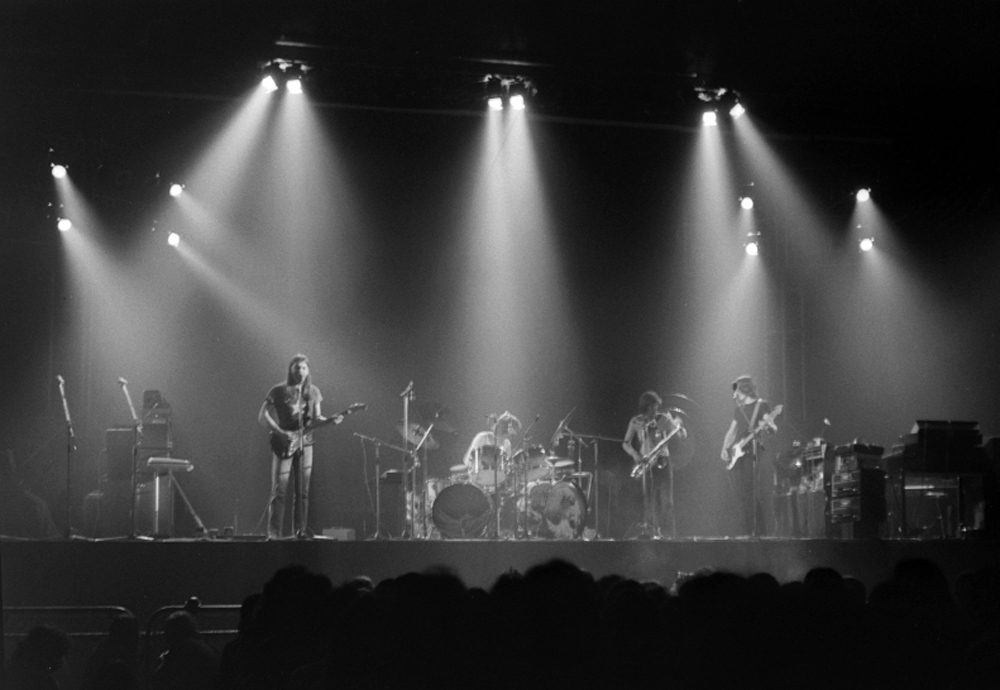
Pink Floyd під час виступу з концептуальним альбомом The Dark Side of the Moon (1973)

Артрок підкреслює романтичні та автономні традиції, на відміну від естетики повсякденності та одноразовості, яку втілює артпоп. Укнизі «Американська популярна музика» Ларрі Старра та Крістофера Вотермана артрок визначається як «форма рок-музики, що поєднує елементи року та європейської класичної музики», наводячи як приклади англійські рок-гурти King Crimson, Emerson, Lake & Palmer та Pink Floyd. Загальні характеристики включають альбомно-орієнтовану музику, розділену на композиції, а не пісні, зазвичай зі складними та довгими інструментальними розділами та симфонічною оркестровкою. Його музика традиційно використовувалася в контексті концептуальних записів, а його ліричні теми, як правило, були «образними» та політично орієнтованими.
Були визначені відмінності між артроком та прогресивним роком, де артрок підкреслює авангардні або експериментальні впливи та «нову звукову структуру», в той час як прогресивний рок характеризується як такий, що робить більший акцент на класичній інструментальній техніці, літературному змісті та симфонічних особливостях. Порівняно з прогресивним роком, артрок є «більш складним, галасливим і нетрадиційним» і «менш схильним до класичного впливу», з більшим акцентом на авангардній музиці. Схожість полягає в тому, що вони обидва описують переважно британську спробу підняти рок-музику на нові рівні художньої достовірності, і стали інструментальним аналогом концептуальних альбомів і рок-опер, які, як правило, були більш вокально орієнтованими.
Артрок також може стосуватися як класичного року, так і поєднання прогресивного року з фолком. В есе Брюса Едера «Рання історія артроку/прог-року» зазначено, що «прогресивний рок», також іноді відомий як «артрок» або «класичний рок», — це музика, в якій «гурти грають сюїти, а не пісні; запозичують рифи у Баха, Бетховена та Вагнера, а не у Чака Беррі та Бо Діддлі; і використовують мову, ближчу до Вільяма Блейка або Томаса Еліота, ніж до Карла Перкінса або Віллі Діксона».

## Історія

### 1960-ті

#### Передумови
Межі між мистецтвом і попмузикою ставали все більш розмитими протягом другої половини XX століття. Перше використання терміна «артрок», згідно з Вебстерським онлайн-словником, відбулося в 1968 році. Оскільки домінуючий формат попмузики перейшов від синглів до альбомів, багато рок-гуртів створювали роботи, які прагнули зробити грандіозні мистецькі висловлювання, де й процвітав артрок. У міру свого розвитку наприкінці 1960-х років, у тандемі з розвитком прогресивного року, артрок став популярним поряд з експериментальним роком.

#### Прибічники

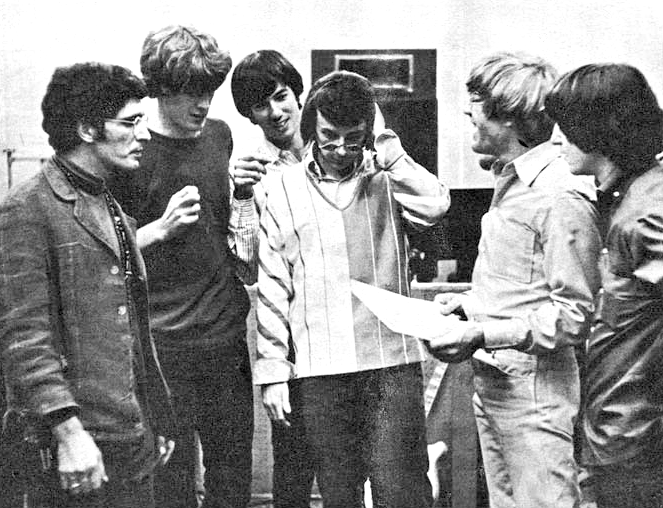
Філ Спектор (по центру) в студії з фолк-рок гуртом Modern Folk Quartet, 1966

Найпершим представником артроку вважається продюсер і автор пісень Філ Спектор, який став відомим як автор стіни звуку, що прагнула до «класичної грандіозності». За словами біографа Річарда Вільямса: «[Спектор] створив нову концепцію: продюсер як загальний режисер творчого процесу, від початку до кінця. Він контролював усе, він підбирав артистів, писав або вибирав матеріал, керував аранжуваннями, говорив співакам, як формулювати, керував усіма фазами процесу запису з найболючішою увагою до деталей і випускав результат на власному лейблі». Вільямс також каже, що Спектор перетворив рок-музику з виконавського мистецтва на мистецтво, яке могло існувати тільки в студії звукозапису, що «проклало шлях артроку».

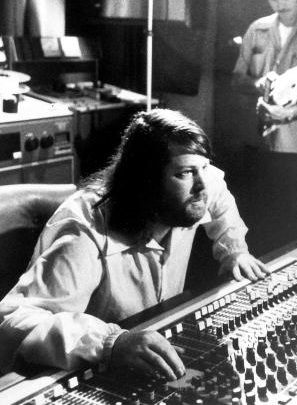
Браян Вілсон у студії, 1976

Лідер гурту «Beach Boys» Браян Вілсон також наводиться як один з перших прикладів авторського музичного продюсера. Як і Спектор, Вілсон був відомий як «студійний одержимий», який копітко створював фантастичні звукові пейзажі завдяки своїй майстерності в галузі звукозапису. Біограф Пітер Еймс Карлін писав, що Вілсон був предтечею «нового виду артроку, який поєднав в собі трансцендентні можливості мистецтва та доступність попмузики». Під впливом творчості Вілсона та продюсера Бітлз Джорджа Мартіна музичні продюсери після середини 1960-х років почали розглядати студію звукозапису як музичний інструмент, що використовується для полегшення процесу композиції. Критик Стівен Холден каже, що записи Бітлз, Спектора та Вілсона середини 1960-х років часто ідентифікують як початок артпопу, який передував «пихатому, класично викривленому» артроку, що розпочався наприкінці 1960-х.
Багато з найкращих британських гуртів 1960-х років, включаючи учасників «Beatles», «The Rolling Stones», «The Kinks», «The Who», «10cc», «The Move», «The Yardbirds» та «Pink Floyd», прийшли в музику через школу мистецтв. Ці заклади відрізнялися від подібних американських тим, що мали менш орієнтовану на індустрію навчальну програму та зосереджувалися на розвитку ексцентричного таланту. До середини 1960-х років деякі з цих закладів сповідували підхід, заснований на мистецтві та оригінальності, тоді як раніше вони були занурені виключно в автентичну інтерпретацію американських музичних стилів, таких як рок-н-рол та R&B.
За словами журналіста Річарда Ґолдштейна, багато популярних музикантів з Каліфорнії (як Вілсон) хотіли, щоб їх визнали як митців, і боролися з цим прагненням. Ґолдштейн каже, що межа між порушенням музичних конвенцій і створенням «справді популярної музики» призводила до того, що ті, хто не мав «достатньо сильного его» (на відміну від Боба Ділана та Бітлз), були «приречені на шанобливе відторгнення, а кілька альбомів з невдалими продажами зазвичай означали мовчання. … Вони прагнули слави, як можуть прагнути лише нужденні люди, але вони також хотіли творити мистецтво, і коли обидва ці імпульси не могли бути досягнуті, вони відступали в клубок несамовитого сум'яття».
Автор Метью Банністер простежує «більш самосвідому, табірну естетику артроку» до художника Енді Воргола та гурту «The Velvet Underground», які наслідували синтез мистецтва та попмузики Воргола: «Воргол просунув поєднання Спектором безтілесності, „дистанції“ та вишуканості високої культури з „безпосередністю“ масових культурних форм, таких як рок-н-рол, на кілька щаблів далі… Але естетика Воргола була більш ретельно опрацьована, ніж у Спектора, і являла собою перехідну фазу між старомодним авторським мистецтвом і повністю постмодерністськими, відстороненими принципами попарту. … Підхід Воргола відлунює у всьому артроці, найочевидніше у його позиції дистанції та відсторонення». 1969 року гурт «The Doors» також досліджував жанр артроку у своєму четвертому альбомі «The Soft Parade».

#### Впливові альбоми

##### 1965–66
Реліз альбому «Rubber Soul» гурту «Бітлз» у грудні 1965 року став переломним для поп-альбому, перетворивши його зі збірки синглів з менш якісними треками на окрему мистецьку форму, наповнену високоякісними оригінальними композиціями. Альбом приніс визнання гурту Бітлз як артистів з боку американської мейнстрімної преси, передчуваючи культурну легітимізацію рок-музики як форми мистецтва. Пишучи у 1968 році, Джин Скулатті з журналу «Jazz & Pop» визнав «Rubber Soul» «остаточним альбомом „рок як мистецтво“ і „необхідним прототипом“, який такі великі виконавці, як «The Rolling Stones» (з альбомом «Aftermath») і «Beach Boys», відчували себе зобов'язаними наслідувати.
Період, коли рок-музика стала найбільш тісно пов'язана з мистецтвом, розпочався у 1966 році і тривав до середини 1970-х. Академік Майкл Джонсон пов'язує „перші задокументовані моменти піднесення рок-музики“ з альбомом «Pet Sounds» гурту «Beach Boys» та «Sgt. Pepper's Lonely Hearts Club Band» гурту «Бітлз» (1967). Випущений у травні 1966 року, «Pet Sounds» з'явився з бажання Вілсона зробити „повну заяву“, як це, на його думку, раніше зробили Бітлз з «Rubber Soul». У 1978 році біограф Девід Ліф писав, що альбом став провісником артроку, а за словами The New York Observer, Pet Sounds довів, що поп-група може зробити альбомний твір, який можна порівняти з найбільшими довготривалими творами Бернстайна, Копленда, Айвза, Роджерса і Хаммерстайна.» «Pet Sounds» також називають першим рок-концептуальним альбомом. У 1971 році журнал «Cue» описав «Beach Boys» як таких, що були «серед авангарду» артроку, серед багатьох інших аспектів, пов'язаних з контркультурою, протягом періоду до кінця 1967 року.

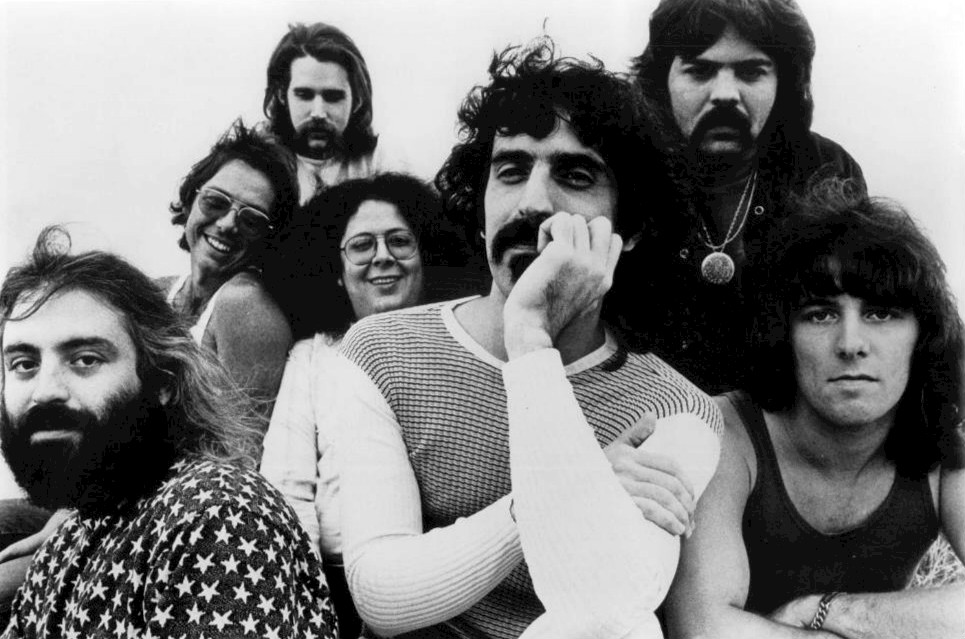
Френк Заппа та The Mothers of Invention, 1971

В енциклопедії Жаклін Едмондсон «Музика в американському житті» 2013 року зазначається, що, хоча йому передували попередні приклади, дебютний альбом Френка Заппи та гурту Mothers of Invention Freak Out! (червень 1966 року) був сприйнятий як «інтеграція арт-музики в поп-контекст». Живучи в Лос-Анджелесі з початку 1960-х, Заппа мав змогу працювати в середовищі, де студентський радикалізм був тісно пов'язаний з активною авангардною сценою, що ставило місто попереду інших контркультурних центрів того часу і продовжувало впливати на його музику. Письменник і піаніст Майкл Кемпбелл коментує, що альбом «містить довгий некатегоричний список впливів на Заппу, від класичних авангардних композиторів до маловідомих фолк-музикантів».
Альбом «The Beatles» «Revolver» (серпень 1966) розвинув концепцію альбому як мистецтва і продовжив еволюцію попмузики. На чолі з артрок-синглом «Eleanor Rigby», він розширив рамки жанру з точки зору діапазону музичних стилів, який включав індійський, авангардний і класичний, і ліричного наповнення альбому, а також відходу від попередніх уявлень про мелодію і структуру в поп-піснярстві. За словами «Rolling Stone», «Revolver» сигналізував, що в популярній музиці тепер може бути реалізовано що завгодно — будь-яка тема, будь-яка музична ідея». Як і у випадку з «Rubber Soul», альбом надихнув багатьох прогресивних рок-виконавців 1970-х років, а кожна з його пісень була визнана такою, що передбачила появу нового піджанру або стилю.

##### 1967
Журнал «Clash Music» називає дебютний альбом «The Velvet Underground» «The Velvet Underground & Nico», що вийшов у березні 1967 року, «оригінальним артроковим записом» Банністер пише про «Velvet Underground»: «жоден інший гурт не мав такого впливу на уми художників, письменників і слухачів арт-/альтернативного року 1970-1980-х років». Їхній вплив буде повторюватися з 1970-х років на різних світових інді-сценах, а в 2006 році «The Velvet Underground & Nico» було внесено до Національного реєстру звукозаписів Бібліотеки Конгресу США, яка прокоментувала це так: «Протягом десятиліть [він] кидав величезну тінь майже на всі різновиди авангардного року, від артроку 70-х до ноу-вейву, нью-вейву та панку.» Однак, коли The Velvet Underground вперше з'явилися в середині 1960-х, вони зіткнулися з несприйняттям і зазвичай були відкинуті як «гомосексуальна» група. У 1982 році музикант Браян Іно заявив, що хоча «The Velvet Underground & Nico» спочатку було продано лише 30 000 копій, «кожен, хто купив одну з цих 30 000 копій, заснував гурт».
Пол Маккартні з Бітлз назвав «Pet Sounds» «платівкою того часу», і в червні 1967 року гурт відповів на це власним альбомом: Sgt. Pepper's, на який також вплинув Freak Out! AllMusic стверджує, що перша хвиля музикантів артроку була натхненна Sgt. Pepper's і вважала, що для художнього зростання рок-музики вони повинні включити в жанр елементи європейської та класичної музики. Багато британських гуртів розквітли на хвилі альбому; серед тих, хто згадується в книзі «Музика в американському житті», — The Moody Blues, Strawbs, Genesis і, «особливо», Pink Floyd. Пізніше Роджер Вотерс, учасник гурту, заявив, що і Sgt. Pepper, і Pet Sounds «повністю змінили для нього все, що пов'язано з музикою».

### 1970-ті–1990-ті
Найбільшої популярності артрок досяг на початку 1970-х років завдяки британським виконавцям, зокрема King Crimson та Queen.

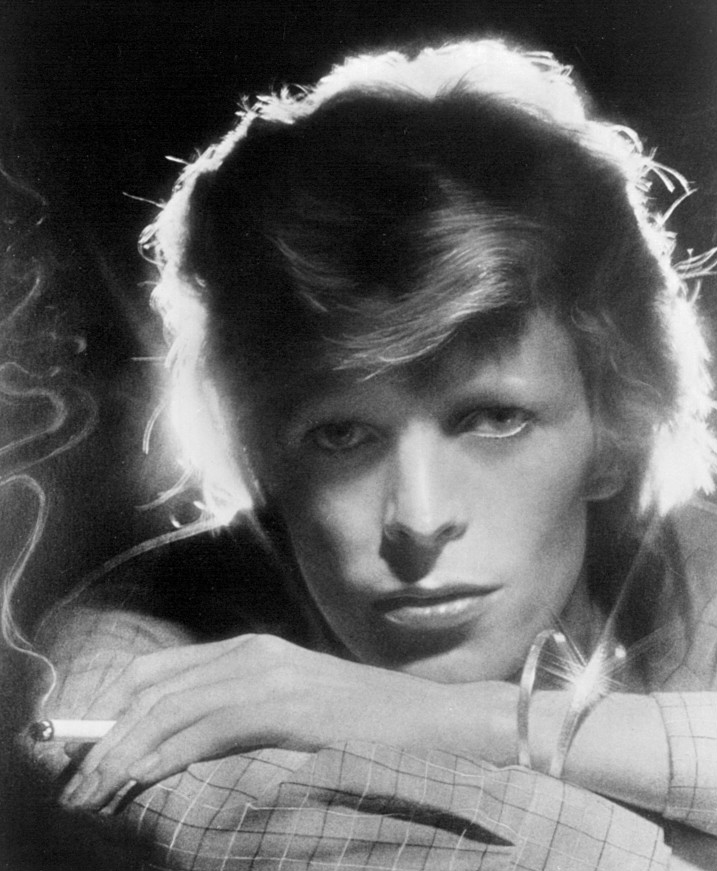
Девід Бові, 1974

На початку десятиліття Pink Floyd випустили альбом «Atom Heart Mother», 23-хвилинний заголовний трек якого займав усю першу сторону платівки. Цей експеримент із співавтором Роном Гізіном дав змогу створити найдовшу безперервну пісню «Pink Floyd», сюїту, розділену на шість частин, що вимагало від гурту часом залучати хор і духову секцію під час гастролей. Альбом мав комерційний успіх і приніс гурту першу платівку номер один у Великій Британії. Він ознаменував перехід від психоделічних набігів, притаманних альбомам кінця 60-х, до періоду оновленої творчості у формі більш тривалої та прогресивної рок-музики.
Ентузіазм до досліджень артроку пішов на спад у середині 1970-х. З того часу і до 1990-х артрок вливався в різні популярні музичні жанри. Британська енциклопедія стверджує, що тенденції цього жанру були продовжені деякими британськими та американськими виконавцями хард-року та поп-року, а співпраця Браяна Іно з Девідом Бові та Talking Heads наприкінці 1970-х — на початку 1980-х років є прикладом «успішного вливання тенденцій артроку в інші популярні музичні жанри». Бові та Іно співпрацювали над серією послідовних альбомів під назвою «Берлінська трилогія», охарактеризованих як «артрок-трифекта» журналом «Consequence», який зазначив, що на момент їх випуску «експериментальні записи не знаходили відгуку в аудиторії в тому масштабі, до якого звик Бові. … Нова хвиля вибухнула, і на сцену вийшло покоління нащадків Бові».
У 1980-х роках нове покоління англійських арт-рокерів прийшло на зміну групам 1970-х, таким як Roxy Music, Yes, Genesis, Jethro Tull та Emerson, Lake & Palmer. Журналіст Рой Тракін розповідав: «Звичайно, ці незламні гурти все ще можуть заповнювати «Madison Square Garden» і продавати безліч платівок, як вони це робили завжди, але їхні дні авантюрного ризику та музичних інновацій давно минули — на зміну їм прийшло самовдоволене задоволення від комерційного успіху».